# Ивайло Паргов
Ивайло Сашов Паргов е български футболист, нападател, треньор. Дългогодишен футболист на ПФК Марек (Дупница), като за период от година е и старши треньор на отбора, когато се състезава във Втора лига. Бил е изпълнителен директор на Марек.

## Кариера
Роден е на 21 август 1974 г. в Станке Димитров. Висок е 186 см и тежи 84 кг. Син е на легендата на Марек Сашо Паргов.
Играл е за Марек, Миньор (Перник), Локомотив (София) и Анагениси Артас (Гърция). Полуфиналист за купата на страната през 1999 и 2001 с Локомотив (София) и през 2002 г. с Марек, полуфиналист е и за Купата на ПФЛ през 1997 г. с Миньор (Пк). От есента на 2006 г. играе за Нафтекс. В турнира Интертото има 8 мача и 3 гола за Марек. Има 9 мача за младежкия национален отбор.

## Статистика по сезони
- Марек – 1994/95 – Б група, 14 мача/3 гола
- Миньор (Перник) – 1995/96 – Б група, 34/11
- Миньор (Перник) – 1996/97 – A група, 27/8
- Миньор (Перник) – 1997/98 – A група, 19/2
- Локомотив (Сф) – 1998/99 – A група, 20/8
- Локомотив (Сф) – 1999/00 – A група, 11/3
- Локомотив (Сф) – 2000/01 – A група, 12/1
- Марек – 2001/02 – A група, 19/5
- Локомотив (София) – 2002/03 – A група, 22/6
- Марек – 2003/04 – A група, 25/6
- Марек – 2004/05 – A група, 19/8
- Анагениси Артас – 2005/ес. - C'Етники Категория, 14/5
- Марек – 2006/пр. - A група, 14/7
- Нафтекс – 2006/07 – Б група – 17\5